# カストリクム
カストリクム（オランダ語: Castricum [ˈkɑstrikɵm] ( 音声ファイル)）は、オランダの北ホラント州にある基礎自治体（ヘメーンテ）、町。
海沿いに位置するため、主にビーチや近くの砂丘をお目当てに観光客が訪れる。周辺のアルクマール＝オイトヘースト湖では、セーリングやウィンドサーフィンが楽しめる。

## 歴史
1799年10月6日、ギヨーム＝マリ＝アンヌ・ブリューヌ指揮下のフランス・オランダ軍は、カストリクムの戦いでラルフ・アバークロンビーおよびヨーク公率いるイギリス・ロシア軍に勝利した。

## 地域区分
カストリクムの基礎自治体はカストリクム、アケルスロート、バックム、デ・ワウデ、リメンの町、村および地区からなる。

## 交通
カストリクム駅からアムステルダムまで、毎時4本の頻度で電車がある。所要時間は28分である。

## 行政
カストリクム市議会の定数は23議席である。会派別議席数は次の通り。
- VVD 5
- CKenG 4
- GDB 3
- PvdA 3
- CDA 3
- 緑の左派 2
- D66 2
- 欠員 1